# Памятники истории и культуры местного значения Алматинской области
Памятники истории и культуры местного значения Алматинской области — отдельные постройки, здания и сооружения с исторически сложившимися территориями указанных построек, зданий и сооружений, мемориальные дома, кварталы, некрополи, мавзолеи и отдельные захоронения, произведения монументального искусства, каменные изваяния, наскальные изображения, памятники археологии, включенные в Государственный список памятников истории и культуры местного значения Алматинской области и являющиеся потенциальными объектами реставрации, представляющие историческую, научную, архитектурную, художественную и мемориальную ценность и имеющие особое значение для истории и культуры всей страны. Списки памятников истории и культуры местного значения утверждаются исполнительным органом региона по представлению уполномоченного органа по охране и использованию историко-культурного наследия.

## История
16 августа 2024 года постановлением № 258 акимат утвердил список из 799 объектов истории и культуры местного значения. Список памятников Алматинской области разделён на следующие разделы:
- Конаев
- Балхашский район
- Енбекшиказахский район
- Жамбылский район
- Илийский район
- Карасайский район
- Кегенский район
- Райымбекский район
- Талгарский район
- Уйгурский район